# Hugenotten (Zeitschrift)
Hugenotten titelt die von der Deutschen Hugenotten-Gesellschaft in Bad Karlshafen herausgegebene Fachzeitschrift zur Geschichte der Hugenotten.
Das seit 1998 vierteljährlich erscheinende Periodikum ist Nachfolger der Zeitschrift Der deutsche Hugenott.